# Orestes Matacena
Orestes Matacena (L'Avana, 21 agosto 1941) è un attore cubano.

## Biografia
Ha vissuto i suoi primi anni a Cuba, per poi trasferirsi in Messico e in seguito negli Stati Uniti d'America. Nei suoi film ha interpretato soprattutto ruoli da cattivo, come in The Mask.

## Filmografia parziale

### Cinema
- The Mask, regia di Chuck Russell (1994)

### Televisione
- Greyhounds, regia di Kim Manners - film TV (1994)